# Roman Brzeski
Roman August Brzeski (ur. 18 sierpnia 1877 r., zm. 29 listopada 1966 r. w Łączkach Brzeskich koło Mielca) – polski urzędnik, prezes Wyższego Urzędu Górniczego w Katowicach.
Początkowo kształcił się w Tarnowie, ale maturę zdawał w 1895 roku już w Bochni. Najpierw studiował prawo na Uniwersytecie Jagiellońskim, a w 1900 roku podjął pracę w Dyrekcji Skarbu we Lwowie. Tam też ukończył prowadzony na Politechnice Lwowskiej kurs przygotowawczy do studiów górniczych.
W latach 1902–1906 studiował w Akademii Górniczej w Leoben (obecnie Austria). Po zdobyciu tytułu inżyniera górniczego, w latach 1907–1909 pracował jako inżynier ruchu w Kopalni Węgla Kamiennego „Artur” w Sierszy. Później zdobywał doświadczenie m.in. w takich placówkach, jak: kopalnia węgla brunatnego w Brüx (Most w Czechach) i urzędach górniczych w Brüx, Morawskiej Ostrawie, Krakowie i Drohobyczu. W listopadzie 1918 r. organizował Okręgowy Urząd Górniczy w Dąbrowie Górniczej, którego został naczelnikiem, a w roku 1920 przeniósł się do Bytomia i zaangażował w śląskie powstania oraz organizację plebiscytu w marcu 1921 r.
Później organizował Izbę Przemysłowo-Handlową w Katowicach, której był dyrektorem do maja 1932 r. Pracował też jako prywatny rzeczoznawca, sporządzając m.in. dla Polskiej Konwencji Węglowej ekspertyzę zdolności wydobywczych kopalń węgla. W 1939 r. organizował i prowadził w Sosnowcu przytułek oraz kuchnię dla uciekinierów wojennych. Podczas okupacji pracował w zarządzie Kopalni Węgla Brunatnego „Barbara” koło Opatowa.
15 marca 1945 r. został powołany na stanowisko prezesa Wyższego Urzędu Górniczego w Katowicach, skąd 1 października 1946 r. przeniesiony został do Rady Techniczno-Gospodarczej przy Centralnym Zarządzie Przemysłu Węglowego. Na emeryturę przeszedł 9 września 1954 r. Zmarł 29 listopada 1966 r. w Katowicach.